# Rugby Union in Spanien

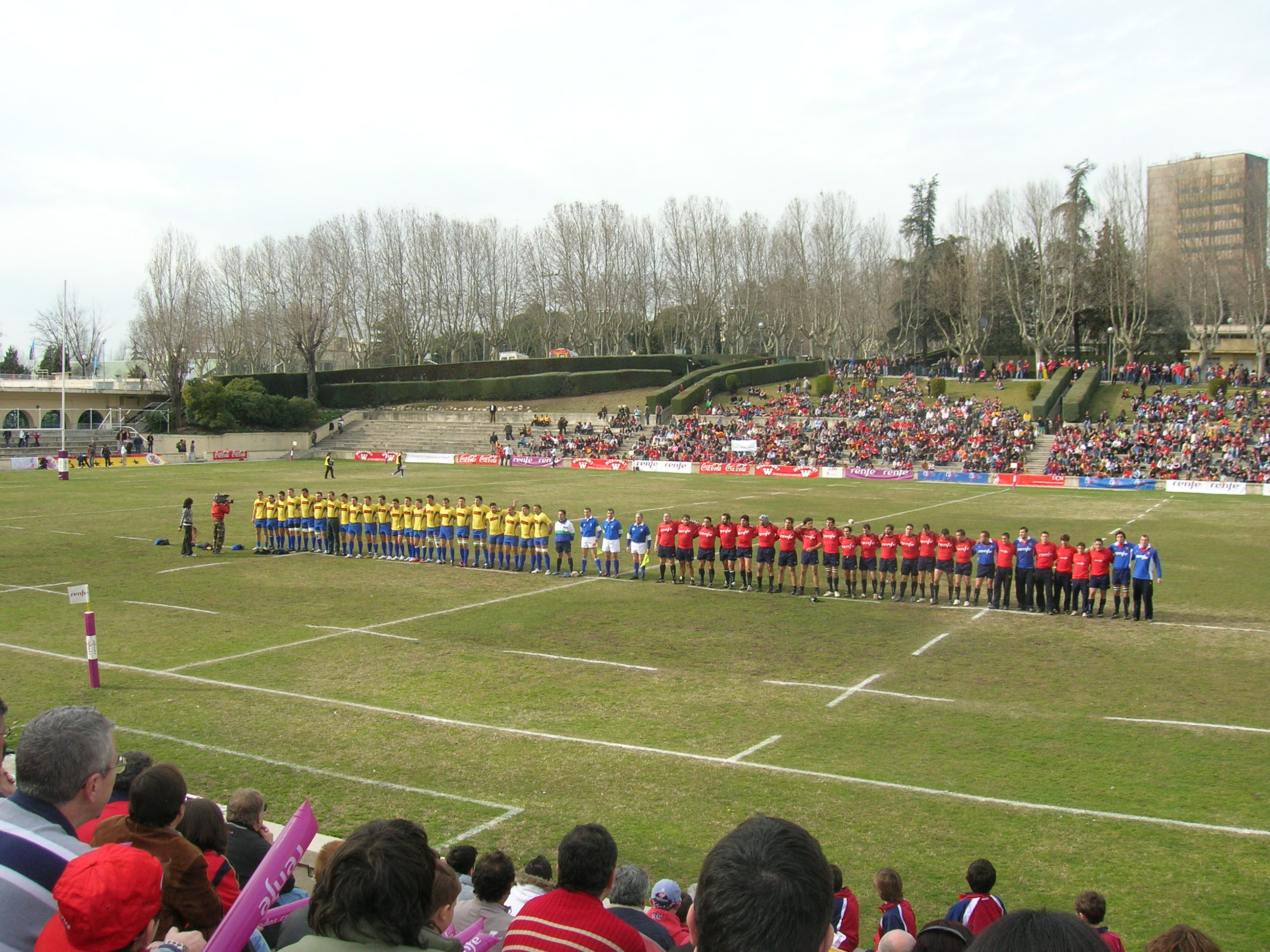
Spanisches Nationalteam (rechts) im Zentralstadion der Ciudad Universitaria in Madrid.

Rugby Union ist in Spanien eine besonders im Nordosten des Landes sowie in universitären Kreisen beliebte Sportart, gespielt wird sie seit den frühen 1920er Jahren. Die besten Klubs spielen in der División de Honor um die Meisterschaft, zudem wurde 2009 erstmals eine Profiliga ausgetragen, die Superibérica. Der zuständige Landesverband ist die Federación Española de Rugby (FER), diese umfasst 299 registrierte Klubs mit 34.232 Spielern (Stand 2017). Damit ist Rugby in Spanien nach Lizenzen der fünftwichtigste Mannschaftssport nach Fußball, Basketball, Handball und Volleyball.

## Geschichte
Das erste dokumentierte Rugbyspiel auf spanischem Boden fand am 2. März 1911 in A Coruña statt, die Besatzungen zweier britischer Schiffe aus Gloucester und Liverpool trafen aufeinander und der Sieg ging mit 5:0 an das Team aus Gloucester. Das erste bekannte Aufeinandertreffen mit spanischer Beteiligung ging am 25. Mai 1911 über die Bühne. Club Deportivo Español traf in Barcelona auf das französische Team Patrie, das Spiel endete mit einem 0:7-Sieg der Gäste. Im Jahre 1921 gründete der Veterinärmediziner Baldiri Aleu Torras in seiner Heimatstadt Sant Boi de Llobregat zusammen mit einigen Freunden den ersten Rugbyverein des Landes, Unió Esportiva Santboiana. Die Sportart hatte er zuvor während seines Studiums in Toulouse kennengelernt. Schnell begannen im ganzen Land Klubs zu entstehen, zumeist gegründet von Studenten die insbesondere aus Frankreich, aber auch aus dem Vereinigten Königreich zurückkehrten. 1923 erfolgte die Gründung des spanischen Dachverbandes Federación Española de Rugby (FER) und 1924 entstanden auch bei den beiden bedeutendsten Sportvereine des Landes, Real Madrid und dem FC Barcelona, Rugby-Sektionen. 1926 wurde die erste spanische Meisterschaft im Pokalmodus ausgetragen, Sieger war der FC Barcelona. Am 20. Mai 1929 bestritt die Nationalmannschaft in Barcelona ihr erstes Länderspiel, dieses konnten die Spanier mit 9:0 gegen Italien gewinnen. 1934 waren der spanische und der katalanische Rugbyverband, bis 1939 noch getrennt, Gründungsmitglieder der FIRA.
Der Spanische Bürgerkrieg und die Nachkriegsjahre trafen den noch jungen Sport hart, zwischen 1936 und 1940 wurde kein landesweiter Bewerb ausgetragen, die Nationalmannschaft bestritt gar bis 1951 kein offizielles Länderspiel mehr. Die erste Meisterschaft im Ligamodus wurde im Jahre 1953 ausgetragen, den Titel holte ebenfalls der FC Barcelona. Fortan entwickelte sich in Spanien, insbesondere in den Hochburgen Baskenland, Katalonien sowie in diversen Universitätsstädten wie Madrid, Sevilla oder Valencia, eine ausgeprägte Rugbykultur. Ein weiterer Sonderfall ist die Stadt Valladolid. Hier brachte der französischstämmige Lehrer Jorge Vernés die Sportart 1960 in die Schule El Salvador. Heute erfreuen sich die beiden Erstligisten CR El Salvador und VRAC über eine große Anhängerschaft, das Stadtderby gilt als das bedeutendste Spaniens.
Als sich in den 1990er Jahren zunehmend professionelle Strukturen im europäischen Rugby zu bilden begannen, verlor der Sport, der in Spanien weitestgehend Amateurcharakter behielt, im internationalen Vergleich zunehmend an Boden. Auch aus diesem Grund ist die Medienpräsenz im eigenen Land in Relation zu in Popularität vergleichbaren Sportarten, wie Volleyball, Futsal, Wasserball oder Hockey, gering. Die spanischen Vereine reagierten auf die abnehmende Wettbewerbsfähigkeit mit der Planung einer Profiliga, die Superibérica de Rugby (SIR), die im Frühling 2009 startete und nicht dem spanischen Verband untersteht.

## Wettbewerbe

### Männer

#### Verein
Der höchste spanische Bewerb für Vereinsmannschaften ist die División de Honor. Gegenwärtig besteht die Liga aus zehn Mannschaften, die in einer Hin- und Rückrunde den Meister ausspielen. Für einen Sieg gibt es vier Punkte, für ein Unentschieden zwei Punkte. Wird ein Spiel mit sieben oder weniger Punkten Differenz verloren oder erzielt eine Mannschaft mindestens vier Versuche, gibt es einen Bonuspunkt. Die letzten Zwei steigen in die zweigliedrige División de Honor B ab. Die erste Meisterschaft gewann der FC Barcelona, Rekordsieger ist der Universitätssportverein CD Arquitectura aus Madrid, mit insgesamt neun Titeln. Daneben existiert noch die im Pokalmodus ausgetragene Copa del Rey, die bis 1953 die einzige gesamtstaatliche Meisterschaft war. Rekordsieger ist der FC Barcelona mit 16 Erfolgen. Beide Bewerbe werden von der Federación Española de Rugby (FER) organisiert.
Im Jahre 2009 startete die erste Profiliga Spaniens. Die Superibérica beginnt im Anschluss an die División de Honor. An der ersten Meisterschaft nahmen sechs Mannschaften teil. Es gibt keine Auf- oder Absteiger. Bei den Mannschaften handelt es sich um Franchises, die zwar von bestehenden Rugbyklubs geleitet werden, jedoch auch Spieler von anderen Klubs ihrer Region rekrutieren.
Zum derzeit zweitwichtigsten europäischen Wettbewerb, den European Challenge Cup, wird der regierende spanische Meister gelegentlich eingeladen, einen Fixplatz gibt es aber nicht. In der Saison 2009/10 trat nicht der Meister CRC Madrid, sondern eine vom Verband geleitete Liga-Auswahl mit dem Namen Olympus Rugby XV Madrid an.

#### Nationalmannschaft
Bis in die späten 1970er Jahre konnte sich Spanien auf Nationalmannschaftsebene im europäischen Amateurrugby, hinter Frankreich, Italien und Rumänien, als vierte Kraft etablieren, bei Rugby-Europameisterschaften gelangen 1954, 1973, 1974 und 1978 jeweils dritte Plätze. Der größte Erfolg ist aber die Teilnahme an der Rugby-Union-Weltmeisterschaft 1999, bei der man jedoch in der Vorrunde ausschied. Derzeit ist Spanien in der Division 1 des European Nations Cups, dem gegenwärtig zweithöchsten kontinentalen Bewerb nach dem Six Nations, vertreten, wo man allerdings bis auf dem dritten Rang 2000 keine nennenswerten Erfolge erreichen konnte.

### Frauen

#### Verein
Die spanische Meisterschaft der Frauen trägt den Namen Liga Nacional Femenina und wird seit 2008/09 ausgespielt, bis dahin existierte lediglich die im Pokalmodus ausgetragene Copa de la Reina de Rugby. Als Qualifikationsturniere dienen die Regionalen Meisterschaften. Acht Mannschaften qualifizieren sich schließlich für die Hauptphase, bestehend aus zwei Gruppen zu je vier Teams. Diese bestreiten ein Rundenturnier, wobei die zwei Besten jeder Gruppe sich für das Halbfinale um die Meisterschaft qualifizieren, die in der Folge im Playoff-Modus ausgespielt wird. Die bislang erfolgreichsten Vereine sind Getxo Artea RT und INEF Barcelona.

#### Nationalmannschaft
Die Nationalmannschaft der Frauen zählt, im Gegensatz zu den Herren, zu den stärksten des Kontinents. Die erste offizielle Begegnung fand am 2. Mai 1989 gegen Frankreich statt, die Spanierinnen verloren mit 0:28. Für die Rugby-Union-Weltmeisterschaft der Frauen qualifizierten sich Spaniens Damen bislang vier Mal; 1991, 1998, 2002 und 2006. Das beste Resultat erreichte man 1991, als man den sechsten Endrang belegte. Bei Europameisterschaften konnten die Spanierinnen drei Mal den Titel erobern, 1995 und 2003 besiegte man im Finale die Damenmannschaft Frankreichs, 2010 gewann man den Titel gegen Italien. Aufgrund der guten Resultate wurde die Nationalmannschaft im Jahr 2000 als Fünftes Team ins damalige Five Nations der Frauen aufgenommen. Ein Jahr später kam auch Irland hinzu, wodurch es, ebenso wie das Turnier der Herren, zum Six Nations der Frauen wurde. In einer umstrittenen Entscheidung wurde Spaniens Damenteam ab 2007 vom Six Nations ausgeschlossen und durch Italien ersetzt. Die Umstrukturierung hatte keine sportlichen Gründe, hatten doch die Italienerinnen zu diesem Zeitpunkt alle fünf offiziellen Begegnungen gegen Spanien verloren, Ziel der Veranstalter war es lediglich dieselben Mannschaften antreten zu lassen wie im Herrenturnier. Die besten Resultate der Spanierinnen beim Five- bzw. Six Nations waren die dritten Plätze 2000, 2001 und 2004.

## Siebener Rugby
7er-Rugby (span.: rugby a siete od. seven) ist eine Variante des Rugby Union, die jedoch mit nur sieben statt fünfzehn Spielern pro Mannschaft bestritten wird. In Spanien war diese vor allem bei Amateurturnieren im ganzen Land weit verbreitet. Einen Schub erhielt Siebener Rugby jedoch durch die Aufnahme ins Programm der Olympischen Spiele 2016. Auf Vereinsebene wurde im Jahr 2010 eine nationale Turnierserie für Männer und Frauen ins Leben gerufen, in der der spanische Meister ermittelt wird. Parallel dazu wurde ein vom spanischen Staatssekretariat für Sport subventionierter Kader aus je 16 Frauen und Männern zusammengestellt, die im Anschluss an die Meisterschaft zusammen trainieren und sich für internationale Siebener Rugby Turniere für Nationalmannschaften vorbereiten.

### Nationalmannschaft

#### Herren
Bisher konnte sich die Spanische Nationalmannschaft der Herren drei Mal für die vom International Rugby Board organisierten 7er-Rugby-Weltmeisterschaft qualifizieren; 1993, 1997 und 2001. Das beste Resultat erzielte man 1993, als man das Turnier auf dem sechsten Gesamtrang beenden konnte. Die spanische Nationalmannschaft gehört ab der Saison 2012/13 zu den Core Teams die alle Bewerbe der IRB Sevens World Series bestreiten, schon zuvor nahm man regelmäßig an den europäischen Turnieren des Bewerbes teil. Bei den von der FIRA-AER organisierten 7er-Rugby-Europameisterschaften erreichten die Spanier 2009 in Hannover den vierten Endrang hinter Russland, Frankreich und Italien. Die Platzierung konnte 2010 in Moskau wiederholt werden, diesmal hinter Portugal, Frankreich und Gastgeber Russland. 2011 glückte in der erstmals als Turnierserie ausgetragenen EM der dritte Gesamtrang hinter Portugal und England.

#### Frauen
Ebenso wie im Fünfzehner Rugby ist auch im Siebener Rugby die Nationalmannschaft der Frauen erfolgreicher als die der Männer. Spaniens Damen qualifizierten sich für die bislang einzige 7er-Rugby-Weltmeisterschaft, die 2009 in Dubai stattfand. Spanien gewann zwar die Vorrundengruppe, musste sich aber im Viertelfinale gegen Südafrika geschlagen geben und belegte schlussendlich den siebten Rang. Bei Europameisterschaften konnte sowohl 2003, durch einen 21:12-Finalsieg gegen Frankreich, als auch 2010, durch ein 28:12 gegen die Niederlande, der Titel gewonnen werden. 2005 und 2009 erreichten die Spanierinnen den zweiten Rang hinter England und 2007 sicherten sie sich durch ein 10:0 im Spiel um Platz drei gegen Wales die Bronzemedaille.

## Beliebtheit und Berichterstattung
Rugby Union ist in einigen Großstädten wie Madrid, Valencia oder Sevilla, insbesondere bei ehemaligen oder bestehenden Universitätssportvereinen, relativ populär, genießt jedoch verglichen zu vielen anderen Randsportarten wenig Aufmerksamkeit von Seiten der Medien. Die kastilische Hauptstadt Valladolid, mit zwei der anhängerstärksten Erstligisten Spaniens, gilt als Hochburg des Rugbys, ebenso wie die Regionen Katalonien und Baskenland. Bei letzteren feierten auch gelegentlich die aus dem französischen Teil des Baskenlandes stammenden Spitzenvereine Biarritz Olympique und Aviron Bayonnais Gastspiele im Estadio Anoeta in Donostia-San Sebastián. Darüber hinaus fanden weitere Großereignisse auf spanischem Boden statt, so etwa das Finale der Französischen Meisterschaft 2015/16 im Camp Nou sowie die Endspiele der beiden wichtigsten europäischen Klubbewerbe European Rugby Champions Cup und European Rugby Challenge Cup der Saison 2017/18, die jeweils am 11. und 12. Mai im Estadio San Mamés über die Bühne gehen.
Die Berichterstattung über spanischen Rugby ist verglichen zu den meisten anderen Mannschaftssportarten eher dürftig. Spiele der Nationalmannschaft sowie eine Begegnung pro Spieltag der División de Honor werden üblicherweise von Teledeporte, einem Spartenkanal von RTVE, übertragen.